# Сибси

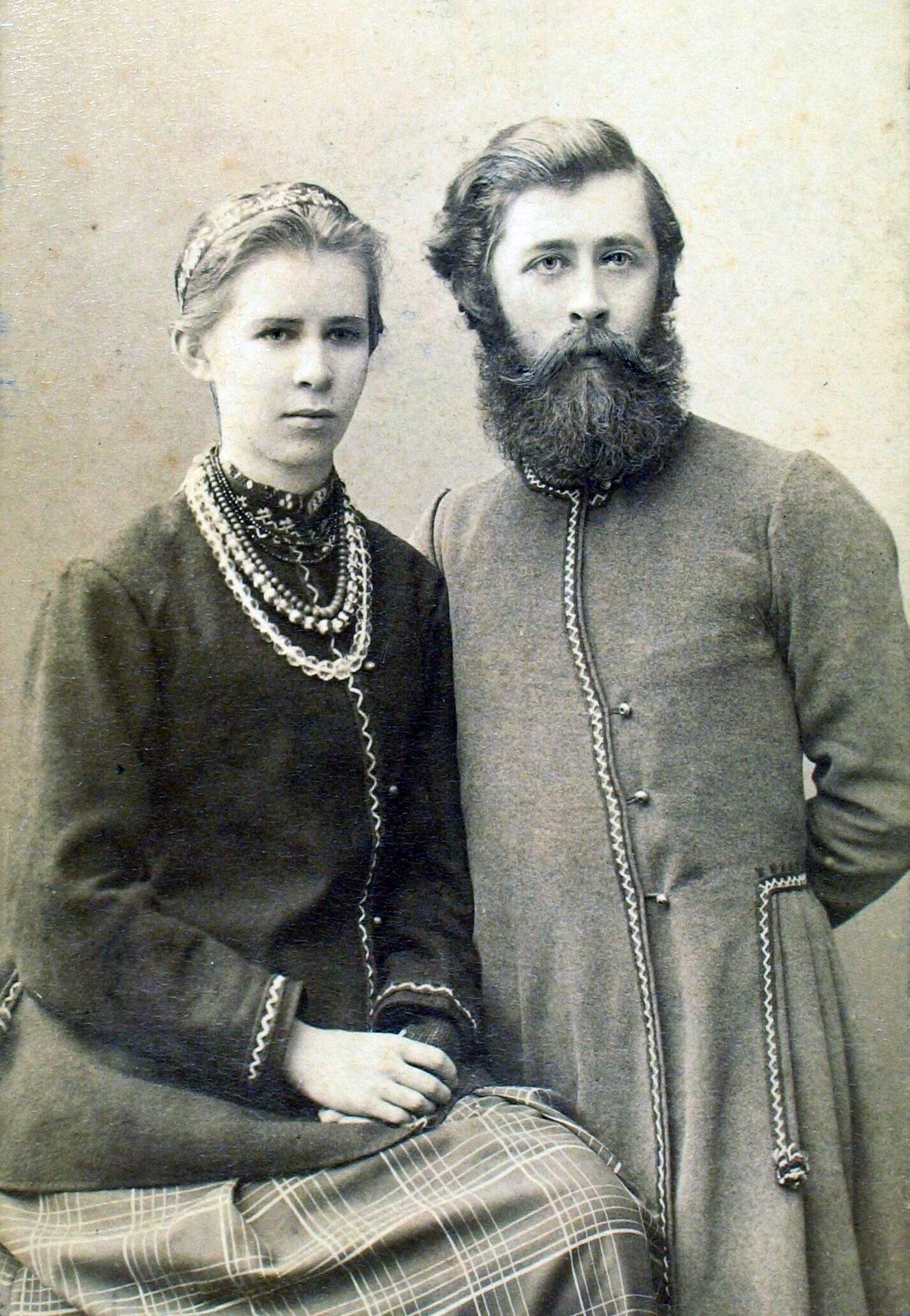
Леся Українка з братом Михайлом, 1890-ті рр.

Сибси, суродженці, сиблінги (англ. sibling) — одноюрідні брат або сестра (найближча спорідненість). У вужчому сенсі — діти, що мають спільних батьків.
Сиблінг жіночої статі — це сестра, чоловічої — брат. У більшості суспільств у всьому світі брати і сестри, як правило, росли разом, що сприяло розвитку сильних емоційних зв'язків, таких, як любов, ворожість тощо. Такі зв'язки часто обумовлені вихованням, порядком народження, рисами характеру та особистим досвідом суродженця поза родиною. Термін доцільно вживати в генетиці як людей, так і тварин.
Монозиготні близнята мають 100 % спільної ДНК. Рідні сиблінги зазвичай мають половину спільного геному з 0,1 %, що відрізняють людей. Напівсибси — це родичі другого порядку, що мають у середньому чверть збіжності.

## Види суродженців

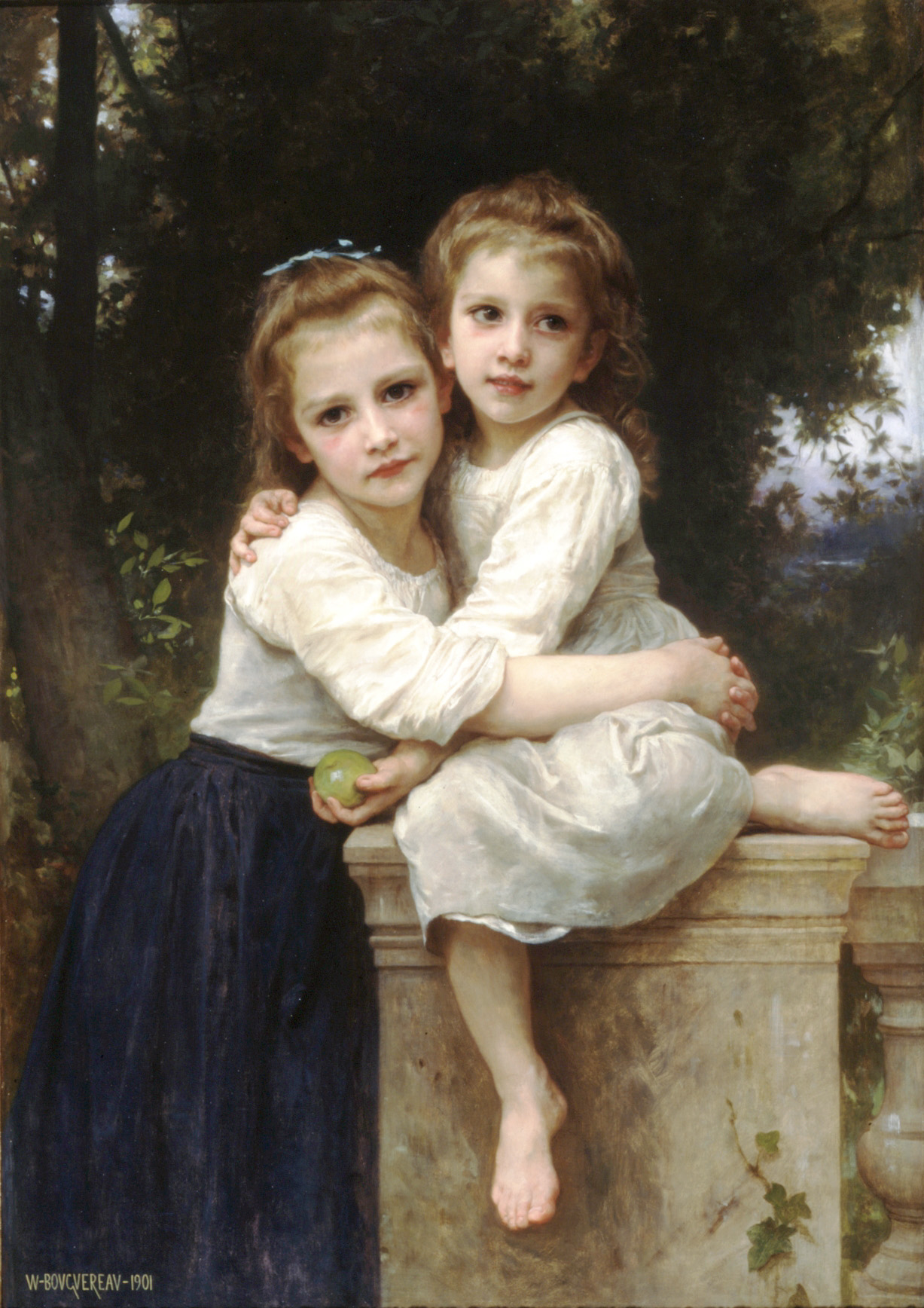
Дві сестри, Адольф Вільям Бугро

- Повні рідні сибси (рідні брати чи сестри) мають однакових біологічних батьків .
- Напівсибси мають лише одного спільного батька та споріднені на 25 %. Нерідний вихователь жіночої статі — це мачуха, чоловічої — вітчим. Міжособистісні стосунки між напівбратами та напівсестрами дуже варіюють: від дуже близьких до цілковито відчужених.
- Зведені сиблінги — це діти від колишніх шлюбів батьків. Вони не споріденені кровно.
- За приймами — діти, що виростають разом в одній прийомній родині: годованці родини або біологічні діти опікуна.
- За всиновленням (удочерінням)— діти, не споріднені за кров'ю, яких всиновили (вдочерили), та які вважають одне одного своїми братами й сестрами.
- Сибси на 3/4 мають одного спільного батька, тоді коли неспільні родичі споріднені між собою. Це включає випадки братів і сестер чи батьків і дітей. (Така сама термінологія вживається при розведенні коней, де такі випадки є типовими). Такі діти мають більше спільного за півбратів, але менше за повних рідних суродженців. Існує два генетичні сценарії для спорідненості на 3/4:
  - Горизонтальний: У цьому випадки суродженці — мають спільного батька чи мати, при чому різні батьки — це рідні або двоюрідні сестри чи брати. Тобто вони водночас є і кузени. У випадку, якщо неспільні родичі — ідентичні близнюки, то співродженці-кузени можуть мати таку ж споріденість як і повні брат або сестра.
  - Вертикальний: У такому разі неспільні батьки — батько та син або мати й дочка.
- Свояки́ — родичі партнера в подружжі. Жіночого роду — шваґро́ва, сві́сть,  зови́ця або своя́киня — братова дружина, сестра жінки чи чоловіка, жінка брата чоловіка чи дружини. Чоловічого роду — шва́ґер або своя́к — сестрин чоловік, жінчин брат, чоловік жінчиної або чоловікової сестри.